# エスローエ (ザウアーラント)
エスローエ (ザウアーラント) (ドイツ語: Eslohe, [ˈɛsloːə]) はドイツ連邦共和国ノルトライン＝ヴェストファーレン州アルンスベルク行政管区のホーホザウアーラント郡に属す町村（以下、本項では便宜上「町」と記述する）である。この町は州指定のルフトクアオルト（空気の清浄な保養地）である。

## 地理

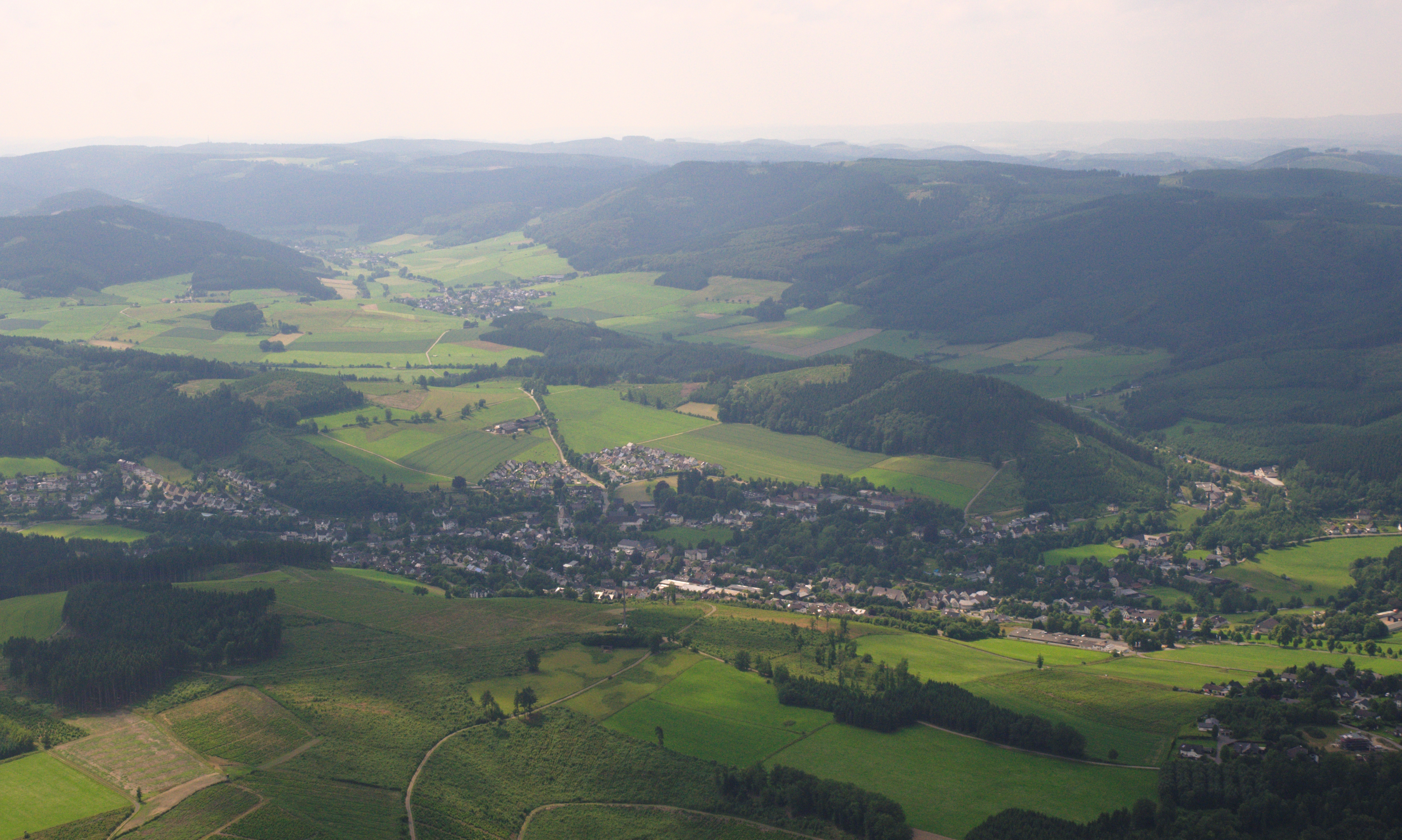
エスローエ中心部の空撮写真

### 位置
エスローエはザウアーラントの中央部、ホーホザウアーラント郡とオルペ郡との郡境に面し、メシェデから南西に直線距離で約 13.5 km の場所に位置している。町域は完全にザウアーラント＝ロタール山地自然公園内に位置している。この丘陵状の中低山地には多くの川が流れており、少数の例外を除きヴェネ川に注いでいる。ヴェネ川はこの町最大の川であり、町域を南から北に貫いて流れる。この川は南のロホトロプから町域に流れ込み、ヴェンホルトハウゼン地区を過ぎた後グート・ブレッセノール付近から町域を離れる。この地点が海抜 263 m の町内最低地点である。エスローエ地区の北東で、西から流れてきたザルヴァイ川がヴェネ川に合流する。ザルヴァイ川はエスローエ地区の北で蛇行し、そこで南から流れてきたエッセルバッハ川が合流する。エッセルバッハ川は、コベンローデからエスローエ中心部を流れる川である。ザルヴァイ川の上流にはオーバーザルヴァイ、ニーダーザルヴァイ、ジーペルティング集落が存在する。流路の北側にはホーメルトの山並みが連なる。その中に海抜 656.1 m の町の最高地点が位置している。

### 地質学
エスローエは地質学上、主にデボン紀中期に形成されたスレート構造の東ザウアーラント鞍部の西周縁部にあたる。これは2つの古い採石場で体感できる。その1つは、町の中核部の西にある、化石がとても豊富なシュテルテンベルクである。もう1つはエスローエの東、ブレムケ地区の前にある。

### 町域の広がり
この町の南北は、北のグート・ブレッセノールから南のヘルシャイトまで約 16 km である。東西方向は、西のコールヘルツヒェンから東のゴルデナー・シュトラウフの西斜面まで 16.5 km 強である。総面積 113.35 km2 のうち、森林が 55.39 km2、農地が 45.34 km2 である。交通用地は 7.00 km2、宅地・空き地は 45.9 km2 である。

### 隣接する市町村
エスローエは、北東はズンデルン (ザウアーラント)、北はメシェデ、東はシュマレンベルクと境を接する。以上の市はいずれもホーホザウアーラント郡に属す。南はレネシュタット、西はフィネントロプでともにオルペ郡に属す。郡庁所在地メシェデの中心街は、エスローエから北東に約 13.5 km（直線距離）離れている。

### 自治体の構成
ノルトライン＝ヴェストファーレン州の自治体再編まで、アムト・エスローエ地域には、エスローエ、コベンローデ、ライステ、ヴェンホルトハウゼンが独立して存在していた。1975年にこれらの町村とシュヴァルトメッケ、レックマルト、ドルメッケが合併して新たな自治体エスローエ (ザウアーラント) が形成された。

## 歴史
エスローエ地域への入植は遅くとも9世紀には行われていた。最初の教区はおそらく、旧ヴォルムバッハ教区の娘教会であった。その教会は9世紀後半に創設された。教区は1072年にグラーフシャフト修道院に移譲された。13世紀からメシェデ修道院によって教会区が設けられた。
エスローエの町の起源は、エスローエ教区住民を共通の教会区に統合したことにまで遡る。この集落は1204年にエスレーフェン貴族家の居城所在地として初めて文献に記録されている。エスローエは1368年までアルンスベルク伯領に帰属した。アルンスベルク伯がこれをケルン大司教に売却したことにより、エスローエは選帝侯領となった。ケルン選帝侯時代この集落は、多くの裁判所を包括するアムトの本部所在地であった。
16世紀になるまでエスローエは、シュリプリューテンやライステとともに下位アムトとしてアムト・フレーデブルクに属していた。16世紀に銅の鍛造所が設けられた。その原料は、おそらくマインケンブラハト近郊の銅鉱山で採掘されていた。
三十年戦争中の1636年、ゲリヒト・エスローエの住民は、同盟した皇帝軍やザクセン選帝侯軍の宿営や行軍に対する不満をアルンスベルク政府に訴え出た。
1802年、ヴェストファーレン公領の占領に伴って、エスローエはヘッセン＝ダルムシュタット方伯領となった。1807年に上級鉱山監督局がブリーロンからこの町に移転し、1811年にオルペ鉱山監督局と統合された。1819年、プロイセン時代の始まりとともに、新たなエスローエ郡の郡庁所在地となったが、わずか半年後にこの地位を喪失し、メシェデに譲った。1826年から1828年までエンジニアで橋梁建設者のヨハン・アウグスト・レーブリングがエスローエに住み、活動した。現在国民銀行の前にその生活と仕事に対する記念碑が建立されている。
1831年から、メシェデやライステからの駅馬車がこの町を通り、コベンローデやエディンゲンを経由して、グレーフェンブリュックまで営業していた。1851年からは毎日このルートを運行するようになった。
第二次世界大戦でエスローエは、1945年4月10日にアメリカ軍に占領された。その2ヶ月後から1946年12月までイギリス統治下に置かれた。1975年1月1日に新たな自治体エスローエが形成された。

## 住民

### 人口推移
| 年   | 人口（人） |
| ---- | ---------- |
| 1975 | 8,254      |
| 1978 | 8,400      |
| 1985 | 8,258      |
| 1990 | 8,862      |
| 1995 | 9,311      |
| 2000 | 9,289      |
| 2005 | 9,253      |
| 2010 | 9,149      |
| 2015 | 8,942      |

### 宗教
住民の約 68 % がカトリック信者、約 15 % が福音主義信者、約 17 % がその他の宗教の信者または無宗教である（2011年5月9日現在）。

## 行政

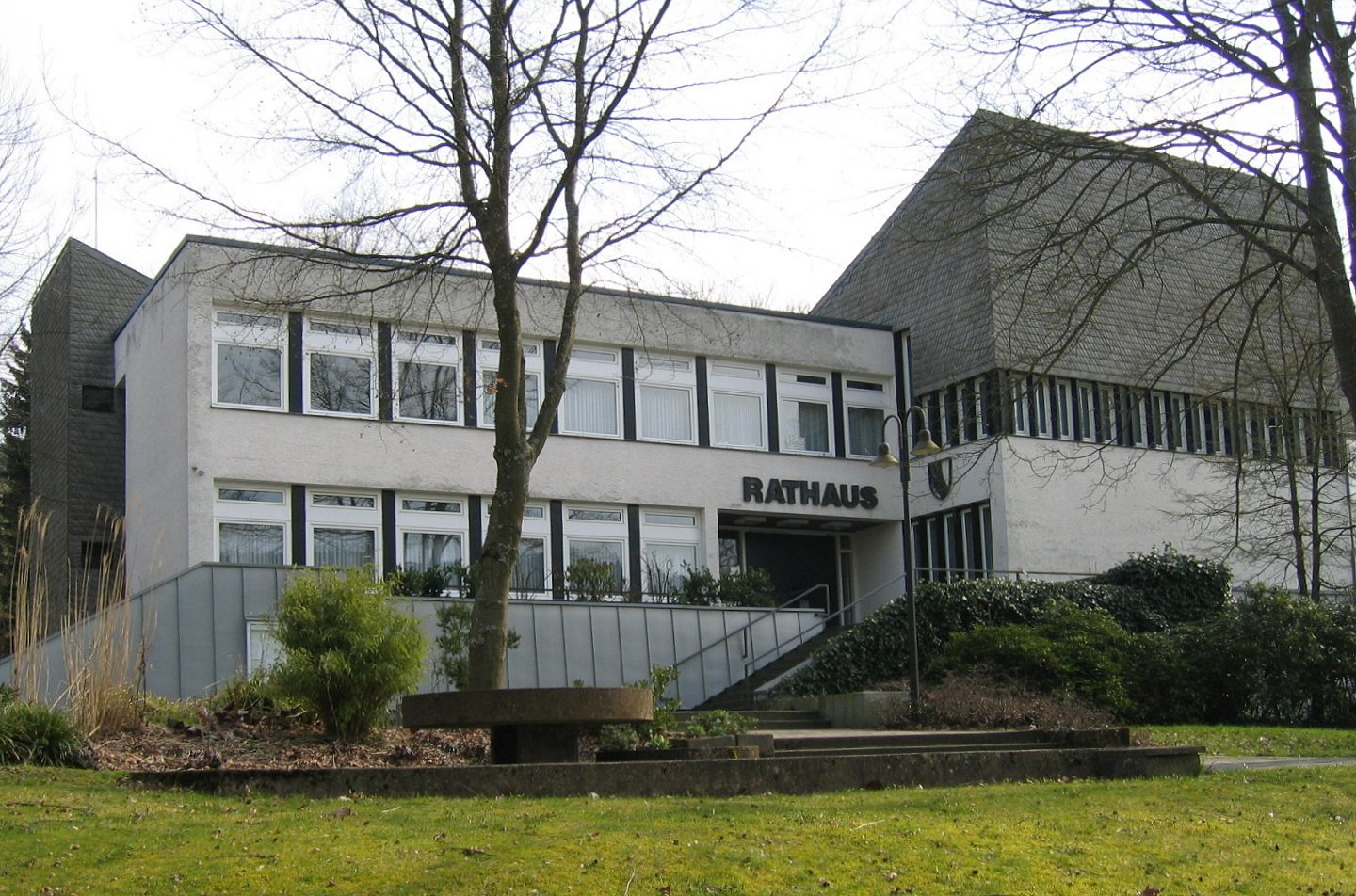
エスローエの町役場

### 議会
エスローエの町議会は、32議席で構成されている。

### 首長
経済学者シュテファン・ケルスティング (CDU) は2009年に町長に選出され、2014年に再選された。前任者はラインホルト・ヴェーバーであった。

### 紋章
図柄: 青地と銀地に左右二分割。向かって左は、赤い舌を出した銀（白）の鷲の半身。向かって右は、緩やかに湾曲した黒い三角図形（シャーペ）の半分。
解説: 二分割された紋章の一方、青地に銀の鷲（の半身）はかつてアルンスベルク伯領に属していたことを示している。もう一方の湾曲した黒い三角図形は現在もエスローエに住んでいるヴァイヒス貴族家を表している。この貴族家は、ケルン選帝侯時代に長年にわたってこのアムトの代官を務めた。この紋章は1976年4月20日に公式に認可された。

自治体再編以前の紋章

自治体再編以前は、以下の紋章が用いられていた:
図柄: 銀地で、垂直に立つ黒い槍、これに重ねて斜め十字に組み合わされた黒い鍵と黒い剣。
解説: 鍵と剣は使徒の聖ペテロと聖パウロを象徴している。彼らはエスローエの教区教会の守護聖人である。槍は、かつてのエスローエ・ゴー裁判所を意味している。銀と黒の配色は、かつてケルン選帝侯領に属していたことを表している。この紋章は、1966年6月24日に公式に認可された。

### 姉妹都市
- キシュベール（ハンガリー語版、英語版）（ハンガリー、コマーロム・エステルゴム県）[21]

## 文化と見所

### 自然と環境
2008年5月20日から、エスローエの町域に景観計画が存在する。その中で、建物が建設された地区や建設計画の適用地区以外の土地は、自然保護区 (NSG) などの上位の保護状態にない限り景観保護区に指定すると定められている。景観保護地区はタイプ A、B、C に細分され、タイプにより自然保護のために遵守すべき要件が異なっている。景観保護地区タイプ A、全般的景観保護は、特に建築物の造営が禁止されている。タイプ B、集落周辺地域および特徴的景観では、これに加えて新たな植林やクリスマスツリー栽培の新設が禁じられる。タイプ C、草地の谷や重要な緑地では、さらに緑地や休閑緑地の改変が禁止される。タイプ A の景観保護地区は広いエスローエ景観保護地区だけである。この景観保護地区は 38 の部分地区からなり、総面積は 7,589 ha である。タイプ B は1.2 ha から 279.3 haまでの 35地区で、総面積は 1,890.8 ha である。タイプ C は 1.1 ha から 87.8 ha までの 43地区で、総面積は 825.1 ha である。町域は大部分がホーメルト自然公園内に位置する。広さ 1 ha から 94.5 ha までの 12の自然保護区 (NSG) があり、総面積は 207.7 ha である。最大の NSG は94.5 ha の NSG ヴェネタールである。その境界は欧州保護指令地域（FFH-地域）に指定されたヴェネ川の流域とほぼ一致し、メシェデの市域にもまたがっている。町内には、63件の保護景観構成物（多くは林で、面積は約 54 ha）、235か所の法的に保護されたビオトープ（多くは水源地や川沿いで、他の保護カテゴリにも属している）、44件の自然文化財がある。このうち41件は、単独の古木や注目すべき樹木群、3件が地質学的自然文化財である。エスローエには多くの鳥類が見られるが、特に、ナベコウ、アオサギ、ワシミミズク、トビ、アカトビなどの大型鳥類が飛来する。

#### 自然保護区
- フェルスベルク/クレーエンベルク自然保護区[32][33]
- ランデンベッカー・クリッペ自然保護区[34][35]
- ラインシャイト自然保護区[36][37]
- ヴェネタール自然保護区[27][38]

## 文化と見所

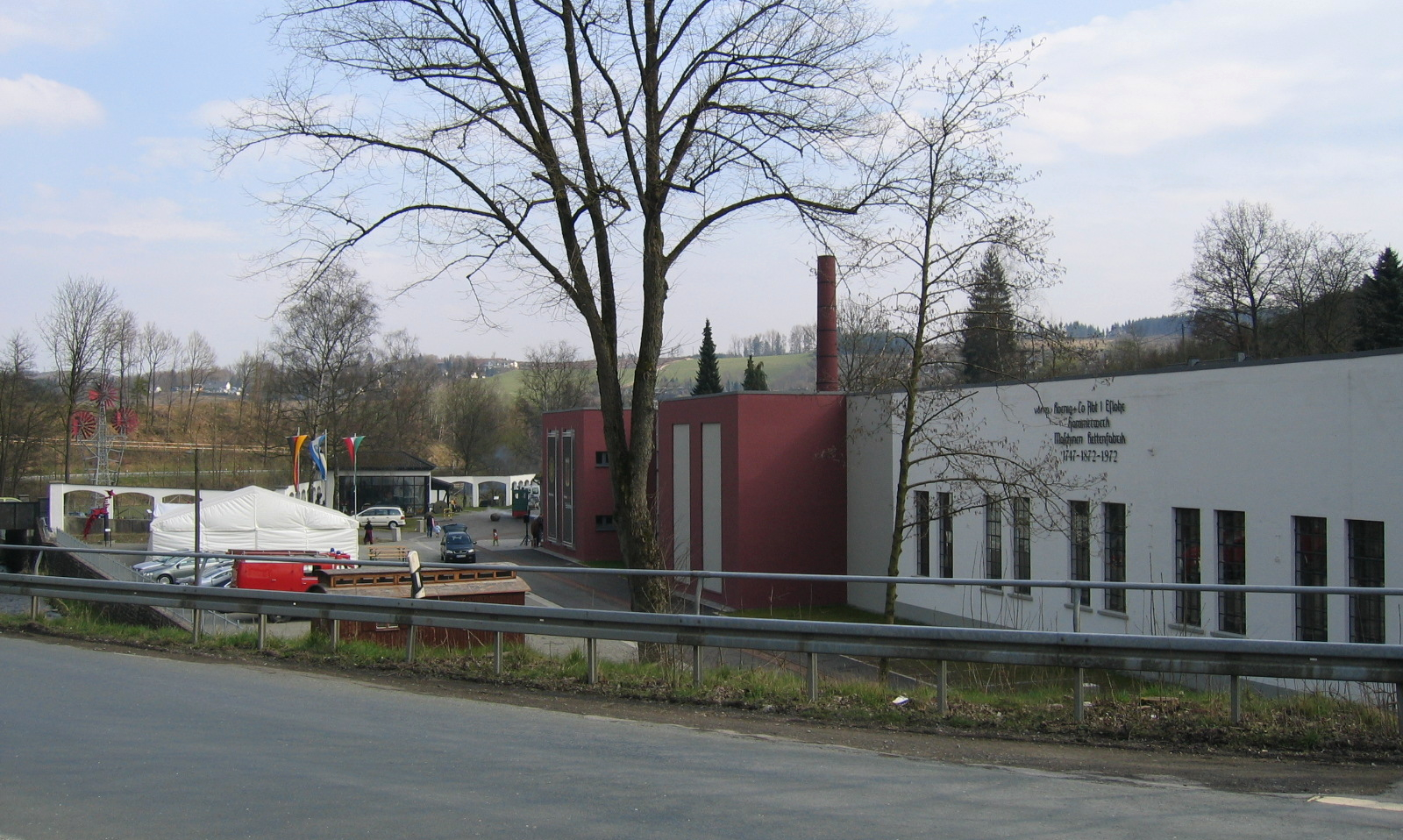
機械・郷土博物館

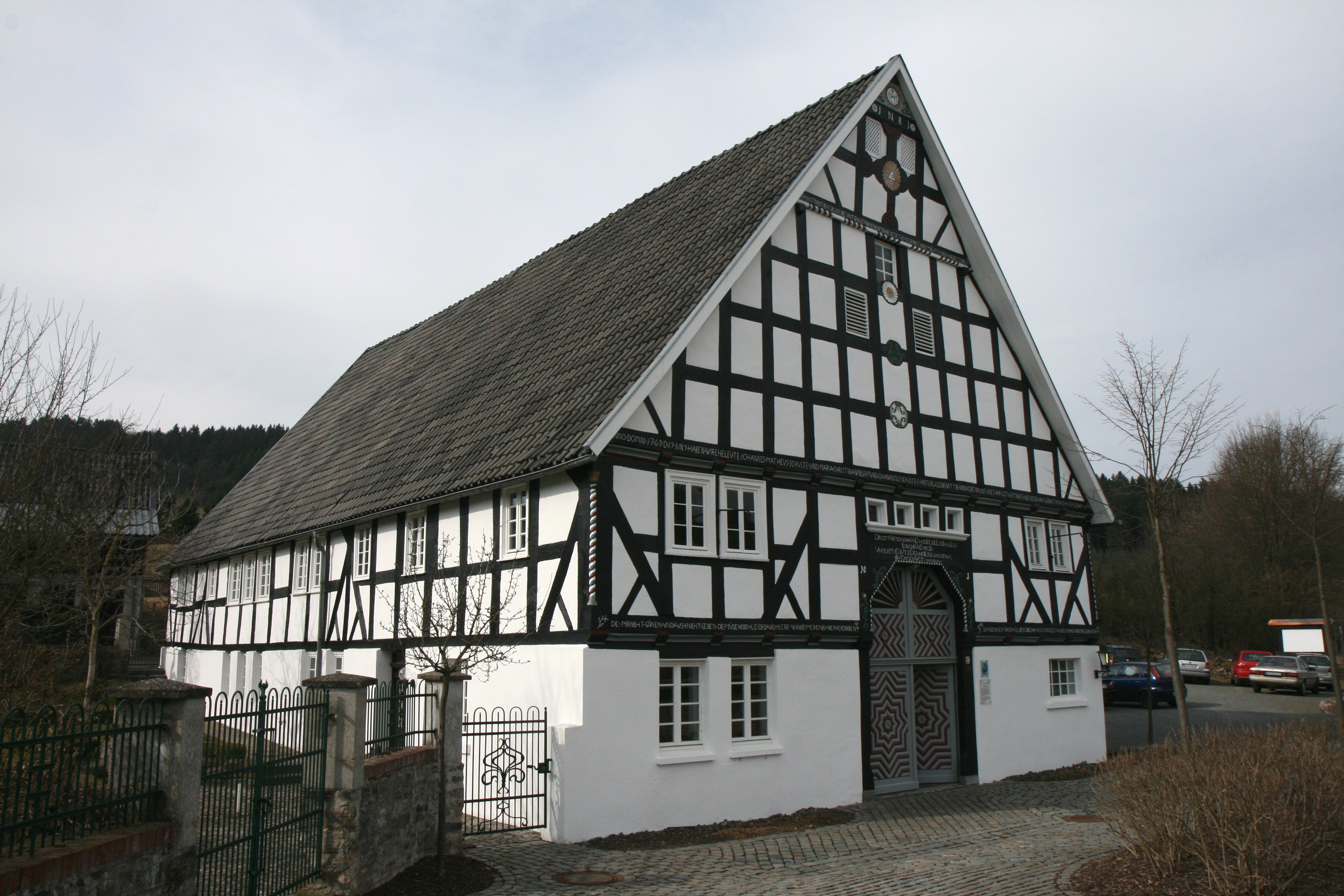
シュテルトシュルテンホーフ

この地域で比類ない歴史的原動機コレクションを有する機械・郷土博物館がある。さらに修復されたコベンローデの水車や、同じく修復されたシュテルトシュルテンホーフもある。ヴェンホルトハウゼンでは、古いパン焼き小屋が見学できる。イジングハイムの村落には古い骨粉製造所がある。
地元の芸術協会は定期的に、文化イベント、コンサート、舞台公演、文化イベントツアーを企画している。
エスローエでは活発なサークル活動が行われている。町内には多くの音楽隊、金管アンサンブル、いくつかの合唱団がある。

### 建造物
- 聖ペーター・パウル教区教会。この教区教会は9世紀に創設された。現在の教会堂は1775年に建設された。この教会は、17世紀まで教会図書館の文書庫を有していた。
- シュテルテンベルクの聖ロクス礼拝堂。この礼拝堂は1637年にペスト禍の終息を感謝して設けられた。内部のバロック様式の教会画は注目に値する。
- ライステの聖パンクラティウス教会。この教会は1852年に建設された。この教会は、一部が先代の建物から造られた歴史的なオルガンを有している。
- 保護文化財に指定されているオーバーランデンベックの聖三王礼拝堂。
- イジングハイムの骨粉製造所。現在は保護文化財に指定されているが、見学することができる。
- 18世紀に建造されたコベンローデの水車は現在稼働しておらず、見学者が入場することができる。
- 18世紀に建設されたシュテルトシュルテンホーフには注目すべき壁絵を有している。建物は現在公共の交流の場として利用されている[40]。方言アーカイブもここに入居している。
- オーバーザルヴァイ地区のオーバーザルヴァイ城
- ヴェネ邸

- 聖ペーター・パウル教区教会
- 聖ロクス礼拝堂
- 聖パンクラティウス教会
- 聖三王礼拝堂
- コベンローデの水車小屋
- オーバーザルヴァイ城
- ヴェネ邸

### スポーツ
エスローエ地区では、約 1,000人の会員を擁する BC エスローエが最大のスポーツクラブである。このクラブでは主にサッカーとハンドボールが行われている。それ以外の地区にも様々なクラブがある: FC コベンローデ、SC キュッケルハイム/ザルヴァイ、SuS ライステ、RW ヴェンホルトハウゼン。サッカー以外に水泳競技/救難水泳の分野では、会員数300人のドイツ人命救助協会のエスローエ地元グループが活発に活動している。

### 年中行事
ザウアーラントの他の集落でも行われる射撃祭が、6月末の聖ペテロ＝パウロ守護聖人祭に開催される。土曜日から月曜日までの3日間行われ、クアパルクで毎年開催されるラムピオン祭とならんで重要な祭である。
ライステ地区で毎年開催されるライスター・マルクトは地域を超えて知られている。動物ショーの他に様々な商人が出店する。小さな教会祭がプログラムに組み込まれている。

## 経済と社会資本

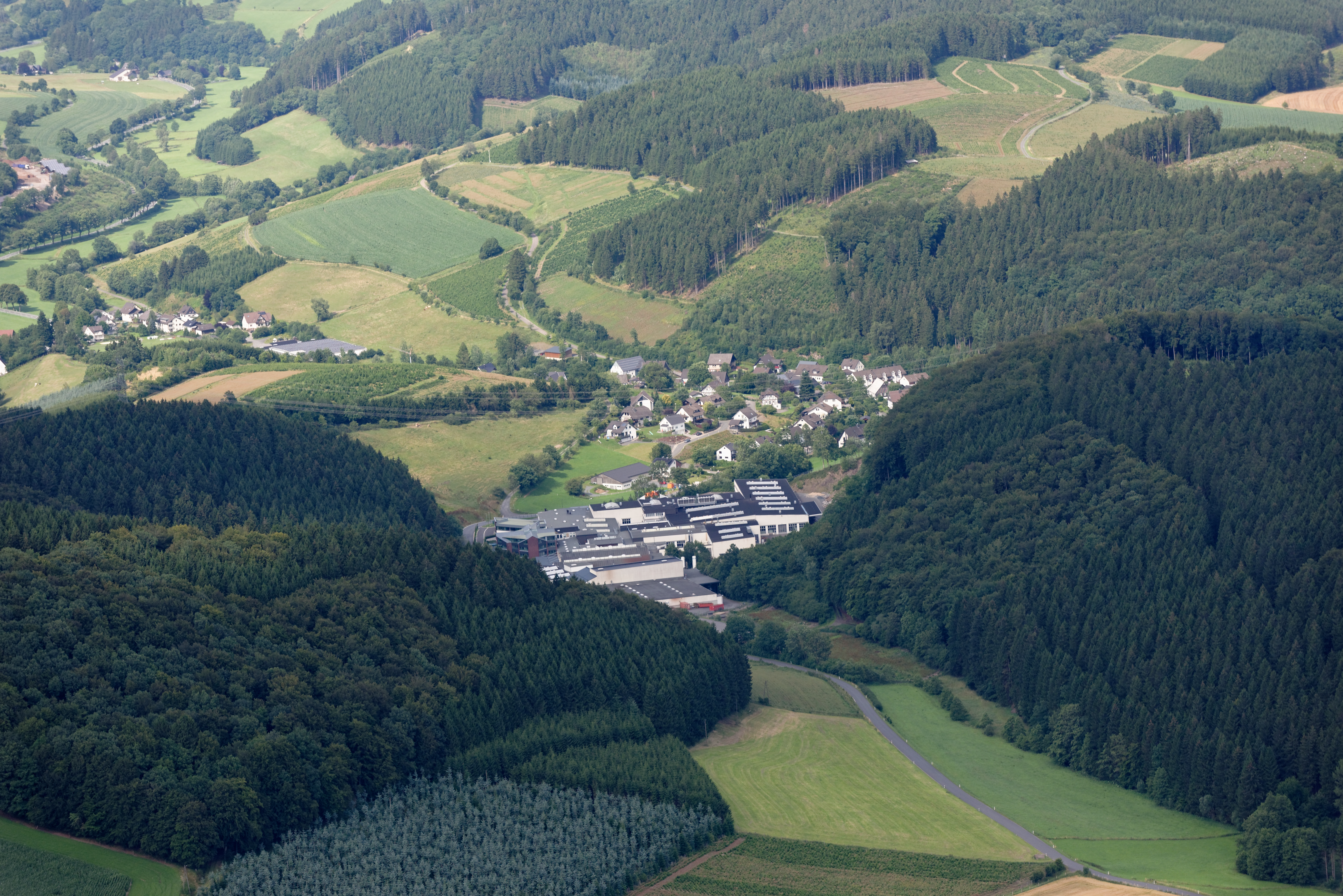
キュッケルハイム地区のケッテンヴルフ社

エスローエはかつて主に農業で成り立っていた。これに運送業や、17世紀からは地区限定的に鉱山採掘や鉱石加工業が加わった。たとえば、工具・リンクチェーン・機械製造業者の「ケーニヒ & Co. イン・ニーダー＝エスローエ・ウント・ジーペルティング」は1747年にエスローエに設けられた鍛造所から発展した。この鍛造所はザルヴァイ川の水力で稼働していた。鉄道開通によって、特に20世紀初めに木工業の大きな飛躍がもたらされた。この頃から観光業も重要な経済分野を形成していった。さらにこの町は、中規模の木材・金属加工業や電子産業の企業の所在地でもある。最大の雇用主はケッテンヴルフ社である。この会社は、ヨーロッパ、アメリカ、アジアに10か所の支社を有し、約1,100人が働いている。
職業構造（2015年6月30日現在）
- 農林水産業: 2.9 %
- 製造業: 60.6 %
- 商業、旅館宿泊業、交通運輸業: 15.7 %
- その他のサービス業: 20.8 %[42]

### 交通

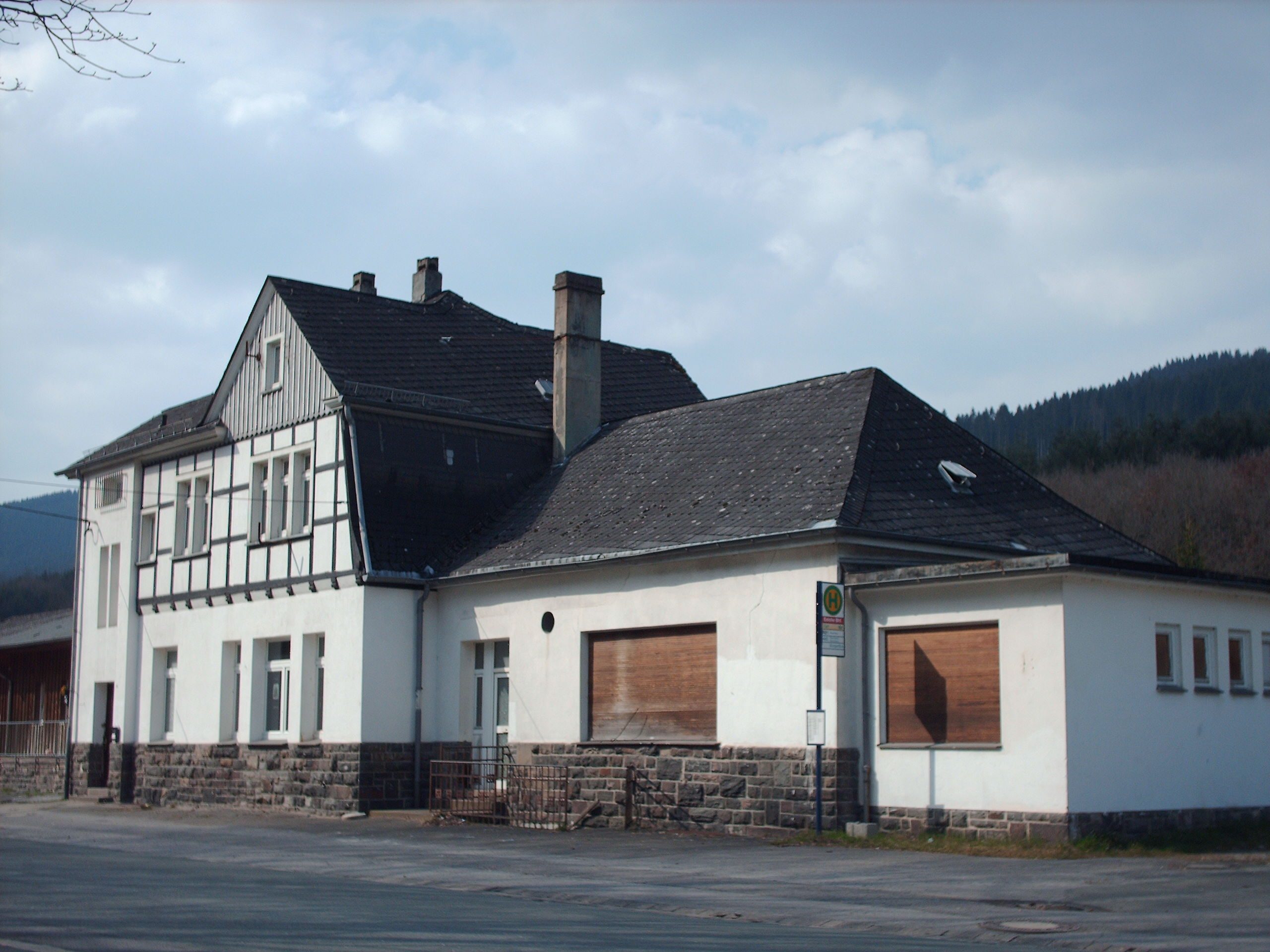
旧エスローエ駅

公共旅客交通については、エスローエは BRS のバスでシュマレンベルク、グレーヴェンブリュック、フィネントロプ、メシェデ、フライエノール方面に行くことができる。町内にはこの他にもいくつかのバス路線と、4系統のコミュニティバスルートがある。最寄りの駅はアルテンフンデムとメシェデにある。エスローエにはかつて鉄道フィネントロプ - ヴェネメン線が通っていたが、1976年から2000年代に取り壊された。現在はザウアーラントラートリング（自転車道）がかつての軌道上を通っている。連邦道 B55号線と B511号線もこの町を通っている。

### 公共機関
1976年からエスローエはルフトクアオルト（空気の清浄な保養地）の地位にある。町の中心部にあったかつての病院は、クアパルクに囲まれたクアハウスに改築された。
コベンローデ地区には、低地ドイツ語（ザウアーラント方言）音声アーカイブがある。このアーカイブにはザウアーラントの方言の録音音声が収蔵され、活用されている。

### 教育
町は、エスローエ、ライステ、ヴェンホルトハウゼンの基礎課程学校を運営している。上級学校としては、クリスティーネ＝コッホ本課程学校とエスローエ実科学校がある。職業学校では、エスローエにロレンツ＝ブルマン＝シューレがある。この学校は屋根葺き職人の職業・専門学校で、ヴェストファーレン全土の屋根葺き職人の養成を行っている。さらにアルンスベルク職人会の職業訓練所の分所がある。
エスローエのカルディナル＝フォン＝ガレン＝シューレは精神発達に重点を置いた養護学校である。ゲブリュダー＝グリム＝シューレは、言語障害者のためのホーホザウアーラント郡立の学校である。
成人教育には、シュマレンベルクに市民大学のオフィスがある。

## 人物

### 出身者
- カール・ヴィルヘルム・テルッケ（1817年 - 1893年）政治家。「ヴェストファーレンにおける社会民主主義の父」と呼ばれる。
- ゲオルク・ミルブラット（ドイツ語版、英語版）（1945年 - ）政治家 (CDU)、経済学者。ザクセン州首相（在任: 2002年 - 2008年）

## 関連資料

### 書籍
- Johannes Dornseiffer (1896). Geschichtliches über Eslohe. Paderborn: Schöningh
- Bernhard Göbel et al (1966). Das obere Sauerland. Land und Leute. Bigge
- Eduard Belke; Alfred Bruns; Helmut Müller (1986). Kommunale Wappen des Herzogtums Westfalen. Arnsberg: Strobel. ISBN 978-3-87793-017-5

これらの文献は、翻訳元であるドイツ語版の参考文献として挙げられていたものであり、日本語版作成に際し直接参照してはおりません。

### ウェブ
- “Hochsauerlandkreis Landschaftsplan Eslohe” (PDF).   Hochsauerlandkreis -Untere Landschaftsbehörde- (2008年). 2018年5月12日閲覧。
- “Kommunalprofil Sundern (Sauerland), Stadt” (PDF).   Information und Technik Nordrhein-Westfalen (IT.NRW) (2017年5月31日). 2018年5月2日閲覧。